# برت ساترلند
ویلیام رابرت ساترلند (William Robert Sutherland)‏ (۱۰ می ۱۹۳۶ – ۱۸ فوریه ۲۰۲۰)، یک دانشمند علوم کامپیوتر آمریکایی و مدیر طویل‌المدت سه آزمایشگاه‌ برجسته تحقیقاتی بود که عبارت بودند از: آزمایشگاه‌های سان مایکروسیستمز (۱۹۹۲-۱۹۹۸)، آزمایشگاه‌ «سیستمز ساینس» در زیراکس PARC‏ (۱۹۷۵-۱۹۸۱) و بخش علوم کامپیوتر شرکت بولت، برانک و نیومن که در توسعه آرپانت کمک کردند.
ساترلند در این سمت‌ها در ساخت کامپیوتر شخصی، فناوری مایکرو پروسسرهای پیشرفته، زبان برنامه‌نویسی اسمال‌تاک، زبان برنامه‌نویسی جاوا و اینترنت، سهم گرفت.
برخلاف مدیران تحقیقاتی مرسوم شرکت‌ها، ساترلند افرادی را از رشته‌های مانند روان‌شناسی، علوم‌شناختی و انسان‌شناسی به کار گماشت تا کار کارمندان فناوری او را بهبود بخشند. او همچنین ساینتیست‌هایش را هدایت داد تا تحقیقات شان مانند کامپیوتر «خصوصی» زیراکس آلتو را به بیرون از آزمایشگاه‌ ببرند تا مردم بتوانند از آن در شرایط شرکتی استفاده کنند و تعامل مردم با آن را مشاهده کنند.
علاوه بر آن، ساترلند یک همکاری را میان محققین در مؤسسه فناوری کالیفرنیا که شیوه‌های شرکت‌های در مقیاس بسیار بزرگ یک‌پارچه (VLSI) را توسعه می‌دادند – برادرش ایوان و کارور میاد – و لاین کونوای از کارمندان PARC، تقویت کرد. میاد و کونوای با استفاده از منابع در PARC که توسط ساترلند تهیه شده بود، یک کتاب درسی و نصاب دانشگاهی را توسعه دادند که در سرعت بخشیدن توسعه و توزیع فناوری که حالا تأثیرات آن غیرقابل اندازه است، کمک کرد.
ساترلند گفت که آزمایشگاه‌ تحقیقاتی یک نهاد ابتدائی برای تدریس است. «هرچه جدید است را آن‌قدر تدریس کنید تا شناخته شده کهنه و قابل استفاده به‌صورت گسترده شود».
ساترلند در ۱۰ می ۱۹۳۶ میلادی در هاستینگس، نبراسکا به پدری از زیلاند جدید به دنیا آمد؛ مادرش از اسکاتلند بود. خانواده آن‌ها به دلیل شغل پدرش به ویلمیت، ایلینوی، سپس به اسکارسدیل، نیویورک نقل مکان کردند. برت ساترلند از دبیرستان اسکارسدیل فارغ‌التحصیل شد، سپس لیسانس‌اش را در رشته مهندسی برق از مؤسسه پولی‌تکنیک رنسلایر (RPI) و کارشناسی ارشد و دکترایش را از مؤسسه فناوری ماساچوست (MIT) دریافت کرد؛ مشاور تیزس او کلاود شانون بود. در جریان خدمت نظامی در نیروی بحری ایالات متحده او به عنوان فرمانده هواپیدای Carrier ASW جایزه Legion of Merit را دریافت کرد. او برادر بزرگ ایوان ساترلند بود. برت ساترلند در ۱۸ فوریه ۲۰۲۰ به سن ۸۳ سالگی درگذشت.

## ارجاعات
1. ↑  Hiltzik, Michael. "2 Brothers' High-Tech History in California." Los Angeles Times, February 19, 2004.
2. ↑  Sutherland, William R. "Bert", 10 Years of Impact: Technology, Products, and People: Foreword to 10th Anniversary Volume بایگانی‌شده  در مارس ۱۵, ۲۰۰۴ توسط Wayback Machine, Sun Microsystems, Inc.
3. ↑  Kalte, Pamela and Nemeh, Katherine, "American Men & Women of Science: Q-S" Thomson/Gale, 2003
4. ↑  Sutherland, Bert (February 21, 2020) [Interview took place on May 25, 2017]. "Oral History of Bert Sutherland" (Interview). Interviewed by David C. Brock and Bob Sproull. Computer History Museum, Mountain View, California: YouTube. Archived from the original on 2021-12-12. Retrieved February 21, 2020.
5. ↑  Computer History Museum [@ComputerHistory] (2020-02-19). "Today we salute Bert Sutherland, who passed away yesterday" (Tweet) – via Twitter.
6. ↑  "复制粘贴 UI 之父、Java 和互联网创建者相继离世" (به چینی). CNBeta.com. 21 February 2020. Archived from the original on 22 February 2020. Retrieved 21 February 2020.